# أعمال تجارية منفردة
الأعمال التجارية المنفردة 
هي أعمال تجارية في نظر القانون وخاضعة للقانون التجاري ، وهي أعمال نص عليها النظام ويكفي لاعتبارها عملا تجارياً فعلها مره واحده فقط، وتشمل هذه الأعمال طبقا لنص المادة الثانية من نظام المحكمة التجارية شراء المنقولات لإعادة بيعها بعينها أو بعد تحويلها وصناعة فيها , والعمليات المتعلقة بسندات الحوالة ,( الأوراق التجارية ), والعمليات المصرفية وعمليات الصرف , والسمسرة , وأعمال التجارة البحرية.

## أولاً: الشراء لأجل البيع
يتضح من هذا أن النظام التجاري السعودي يتشرط توافر ثلاثة شروط لاعتبار عملية الشراء الشراء لأجل البيع عملا تجاريا وهي : 
الشرط الأول : الشراء 
لا يشترط أن يكون الشراء مقابل مبلغ نقدي بل يجوز أن يكون المقابل عينيا كما في المقايضة. المهم أن يكون هناك مقابل, أما إذا انتفى هذا الأخير فإننا لا نكون بصدد عملية شراء بل أمام حالة أخرى من حالات انتقال الملكية, كأن يكون سبب انتقال المال الميراث أو الهبة أو الوصية وهذه جميعها لا تضفي على العملية الصفة التجارية وبالتالي تظل خاضعة لأحكام الشريعة العامة.
فالشراء بالمعنى الذي حددناه يعتبر إذا شرطا لازما لاعتبار العمل التجاري . ولذا فإن البيوع التي لم يسبقها شراء ـ كأن تنصب على ما ينتجه الإنسان ـ لا تعتبر من قبيل الأعمال التجارية . وهذا كما هو الحال بالنسبة للأعمال الزراعية , والصناعات الاستخراجية ا, والإنتاج الذهني , والمهن الحرة .
الشرط الثاني : أن يرد الشراء على المنقول، 
طبقا لأحكام الفقرة الأولى من المادة الثانية من نظام المحكمة التجارية «يعد عملا تجاريا كل شراء للبضاعة أو الأغلال من مأكولات أو غيرها لإعادة بيعها» .
الشرط الثالث : قصد إعادة البيع وتحقيق الربح 
لكي يعتبر شراء المنقول عملا تجاريا لابد أن يتم بقصد إعادة البيع . فعنصر القصد هنا عنصر هام إذ بواسطته يمكن التمييز بين ما يعتبر تصرفا مدنيا وما يعد عملا تجاريا .

## ثانياً: الأوراق التجارية
كتابة الأوراق التجارية تعتبر عملاً تجارياً ، وتخضع لأحكام القانون التجاري ، والأوراق التجارية ثلاثة أنواع: الكمبيالة، والسند الإذني، والشيك

## ثالثاً: عمليات الصرف والبنوك
جميع عمليات الصرف والبنوك تخضع للقانون التجاري، وقد نصت المادة الثانية فقرة (ج ) من نظام المحكمة التجارية السعودي صراحة على تجارية أعمال الصرافة ولم تذكر شيئا عن العمليات المصرفية ولكن رغم هذا السكوت ليس هناك مجال للتردد في إضفاء الصفة التجارية عليها . فجميع أعمال البنوك يتوافر فيها عنصر الوساطة في تداول الثروات وعنصر المضاربة أي قصد تحقيق الربح الذي يكون في صورة عمولة أو فائدة تعود للبنك .

## رابعاً: عمليات السمسرة
يقصد بالسمسرة , أو كما نسميها الدلالة , الوساطة في إبرام صفقة معينة بالتقريب بين وجهة نظر المتعاقدين نظير عمولة يتقاضاها السمسار broker وعادة ما تتمثل في نسبة مئوية من قيمة الصفقة.

## خامساً: أعمال التجارة البحرية
يدخل في إطار أعمال التجارة البحرية إنشاء السفن وإصلاحها و شراؤها وبيعها واستئجارها وتأجيرها ومختلف العقود المتعلقة بها من عقود استخدام الملاحين والرهن والقرض والتأمين وغيرها . 
كما تجدر الإشارة إلى أن الأعمال المتعلقة بسفن النزهة لا تعتبر في نظر القانون تجارية وذلك لانتفاء قصد المضاربة وتحقيق الربح .
1. ↑  admin (19 أبريل 2023). "شرح أنواع الأعمال التجارية (الأعمال المنفردة) مع أفضل مكاتب استشارات قانونية". شركة نخبة للمحاماة والاستشارات القانونية. اطلع عليه بتاريخ 2024-03-05.